# Pëtr Semënovič Saltykov
Conte Pëtr Semënovič Saltykov, (in russo Пётр Семёнович Салтыков?) (1698 – Marfino, 26 dicembre 1772), è stato un generale russo.

## Biografia
Era il figlio di Semën Andreevič Saltykov (1672-1742), un parente dell'imperatrice Anna Ivanovna, e di sua moglie, Fëkla Jakovlevna Volynskaja. Grazie alla sua parentela con l'imperatrice, la sua carriera iniziò velocemente.

## Carriera
Nel 1714 fu arruolato nella Guardia ed è stato inviato in Francia per completare la sua formazione nel settore della marina. All'inizio del 1730 tornò in Russia e gli venne concesso il titolo di ciambellano e il grado di maggior generale.
Nel 1734 le truppe del Maresciallo Münnich parteciparono alla campagna in Polonia contro Stanislao Leszczyński, che si proclamò re. Nel 1742 partecipò alla guerra russo-svedese, prima sotto il comando del generale Keith e al feldmaresciallo Lacy.
Dopo la guerra venne nominato generale in capo in Ucraina. Nel 1756 ritornò a San Pietroburgo.
A causa dell'insoddisfacente condotta della guerra contro la Prussia nelle campagne del 1757 e del 1758, e l'impopolarità delle truppe capitanate da Villim Villimovič Fermor, Elisabetta fu costretta a cercare tra i generali russi un altro candidato per il posto di comandante in capo. La scelta cadde su Saltykov, che nel giugno 1759 comandò l'esercito russo. Molti dubitarono che egli riuscisse a sconfiggere le truppe di Federico II, ma egli dimostrò la durezza, il buon senso e la conoscenza dell'arte militare russa, sconfiggendolo nella Battaglia di Kunersdorf e venne promosso al grado di feldmaresciallo.
Nel 1760, a causa di problemi di salute, si dimise dalla carica di comandante in capo.
Con l'ascesa al trono di Pietro III, la guerra con la Prussia fu interrotta. Durante il breve regno di Pietro, Saltykov rimase inattivo, ma nel 1762 con l'ascesa dell'imperatrice Caterina II ritornò in servizio.
L'anno successivo divenne un membro del Senato e nel 1764 fu nominato comandante e governatore generale di Mosca.

## Matrimonio
Sposò la principessa Praskov'ja Jur'evna Trubeckaja (1704-1767), sorella del procuratore generale Nikita Jur'evič Trubeckoj. Ebbero quattro figli:
- Ivan Petrovič (1730-1805);
- Anastasia Petrovna (1731-1830), sposò Pëtr Fëdorovič Kvašnin-Samarin, ebbero due figlie: Elizaveta Petrovna;
- Varvara Petrovna (1734-?), sposò il principe Vasilij Borisovič Golicyn;
- Ekaterina Petrovna (1743-1817), sposò il conte Andrej Petrovič Šuvalov.

## Morte
Morì il 26 dicembre 1772 a Marfino. Fu sepolto nella Chiesa del Salvatore, distretto di Rostov. In epoca sovietica la sua tomba venne distrutta.